# Rodatge

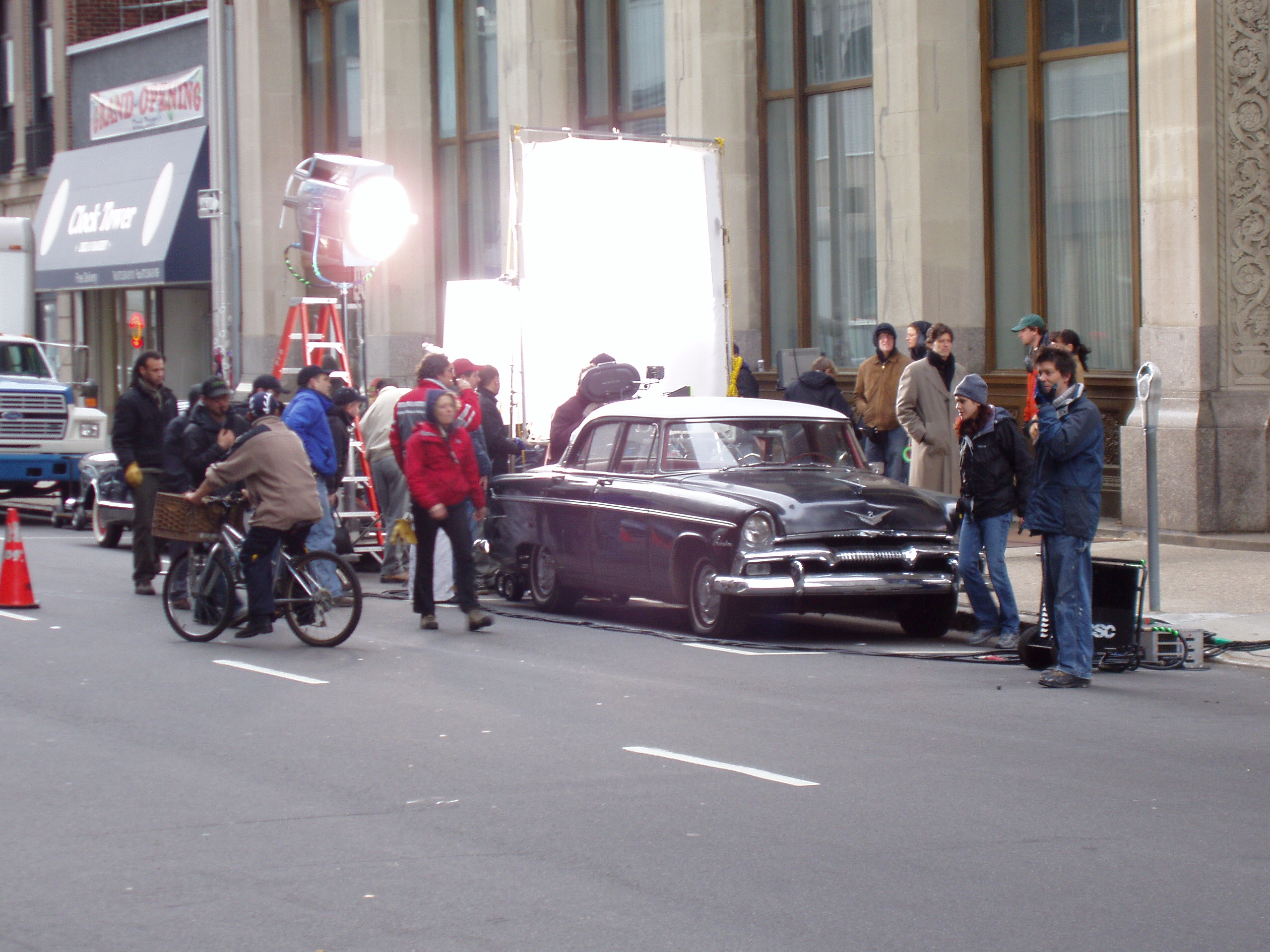
Producció cinematogràfica localitzada a Newark, Nova Jersey.

El rodatge (també coneguda com a filmació) és la fase de la producció en la qual es filma la pel·lícula, amb actors en el set i càmeres rodant, a diferència de la preproducció i la postproducció.
El rodatge és gairebé sempre la fase més costosa de la producció cinematogràfica perquè en aquesta etapa s'estableixen els salaris de l'actor, del director i l'elenc, així com els costos de certs sets, suports, i el set d'efectes especials. El seu començament en general marca un punt de no-retorn per als financers, ja que fins que estigui completa és poc probable que hi hagi prou material filmat per lliurar un producte final necessari per recuperar els costos. Si bé és comú que una pel·lícula perdi el seu estat de llum verda durant la preproducció -per exemple, perquè un membre important de l'elenc abandona el paper- que és extremament rar per les finances que han de retirar una vegada que la filmació ha començat.